# チェシャ猫の微笑
『チェシャ猫の微笑』（原題：O Sorriso do Gato de Alice）は、ブラジルの歌手ガル・コスタが1993年に発表したスタジオ・アルバム。

## 解説
プロデュースはアート・リンゼイにより、リンゼイに加えてカエターノ・ヴェローゾ、ジョルジ・ベンジョール、ジルベルト・ジル、ジャヴァンがソングライティングに貢献した。コスタによれば、当初リンゼイはヴェローゾ、ベンジョール、ジャヴァンの3人を起用し、コスタの案によりジルも参加したとのことである。
リンゼイによれば、収録曲はいずれも本作のための書き下ろし、または本作が初出となった未発表曲で、ジャヴァン作の「黒い雲(Nuvem Negra)」は、当初は前作『Gal』（1992年）に収録される予定だったが、最終的に本作で発表された。なお、「君と君(Você e Você)」は、作者であるジルのアルバム『声とギター ジル・ルミノーゾ』（2006年）でセルフ・カバーされた。
1997年には、母国ブラジルでゴールドディスクの認定を受けている。

## 収録曲
1. 私の黒いバイーア - "Bahia, Minha Preta" (Caetano Veloso) - 4:06
2. マンゲイラの太鼓 - "Bumbo da Mangueira" (Jorge Ben Jor) - 5:09
3. 風変わりな女 - "Errática" (C. Veloso) - 3:20
4. 暁の母 - "Mãe da Manhã" (Gilberto Gil) - 4:06
5. グラティテュード - "Gratitude" (Arto Lindsay, C. Veloso) - 4:04
6. 言っとくけどね、あんた - "Eu Vou Lhe Avisar" (J. Ben Jor) - 3:59
7. 黒い雲 - "Nuvem Negra" (Djavan) - 4:31
8. ボンフィンに流れる水 - "Lavagem do Bonfim" (G. Gil) - 3:57
9. シリーン - "Serene" (A. Lindsay, Djavan) - 3:02
10. 君と君 - "Você e Você" (G. Gil) - 4:20
11. アルカホール - "Alkahool" (J. Ben Jor) - 6:25